# Klubi Sportiv Veleçiku Koplik
Il Klubi Sportiv Veleçiku Koplik, KS Veleçiku è una società calcistica con sede a Koplik, in Albania. Fondato nel 1948, milita nella Kategoria e Dytë, la terza serie del campionato albanese.

## Palmarès

### Competizioni nazionali
- Kategoria e Dytë: 2

1986-1987, 2000-2001

### Altri piazzamenti
- Kategoria e Dytë:

Secondo posto: 2012-2013, 2017-2018 (gruppo A)

## Rosa 2015-2016
| N. |                    | Ruolo | Calciatore              |
| -- | ------------------ | ----- | ----------------------- |
| 1  | Albania (bandiera) | P     | Samet Curri             |
| 2  | Albania (bandiera) | D     | Elvis Rrustemaj         |
| 5  | Albania (bandiera) | D     | Besard Cokaj (Capitano) |
| 6  | Albania (bandiera) | D     | Semir Gokaj             |
| 7  | Albania (bandiera) | D     | Besart Peposhi          |
| 10 | Albania (bandiera) | C     | Ervis Plishta           |
| 14 | Albania (bandiera) | C     | Denis Cokaj             |
| 15 | Albania (bandiera) | C     | Arsen Banushaj          |
| 16 | Albania (bandiera) | C     | Ersi Lami               |

| N. |                    | Ruolo | Calciatore         |
| -- | ------------------ | ----- | ------------------ |
| 17 | Albania (bandiera) | A     | Izmirald Osmani    |
| 18 | Albania (bandiera) | A     | Jorgest Marsheftaj |
| 3  | Albania (bandiera) | D     | Orhan Leka         |
| 4  | Albania (bandiera) | D     | Eder Zmijanej      |
| 9  | Albania (bandiera) | A     | Brilant Hasaj      |
| 11 | Albania (bandiera) | D     | Erinton Popaj      |
| 12 | Albania (bandiera) | P     | Redmir Lopçi       |
| 13 | Albania (bandiera) | C     | Xhovan Pjollaj     |